# Transportes PESA
Transportes PESA, S.A. es una empresa del País Vasco (España) dedicada al transporte de pasajeros por carretera. Sus rutas abarcan todo el territorio vasco enlazando las localidades más importantes, llegando a Pamplona, en Navarra y a Biarritz, Bayona o Lourdes en Francia.
Tiene más de 50 años de servicio y consta de una flota de 51 vehículos con la que mueve cerca de 2 millones de viajeros. La plantilla es de 123 trabajadores de los cuales 91 son conductores de autobús.
La empresa ha renunciado a su marca comercial en sus líneas de Vizcaya y Guipúzcoa al integrarse en los servicios de transporte interurbanos de ambas provincias promovidos por sus respectivas Diputaciones Forales. Así, desde 1997 participa en el acuerdo con la Diputación Foral de Vizcaya formando parte de Bizkaibus, mientras que desde 2006 participa en el acuerdo con la Diputación Foral de Guipúzcoa formando parte de Lurraldebus.
En julio de 2019 es adquirida por el Grupo Avanza.

## Historia
En 1833 se crea la empresa de transportes La Esperanza que presta el servicio en diligencia desde Ondárroa. Esta compañía sería absorbida por PESA.
A comienzos del siglo XX se sustituyen los vehículos de tracción animal por vehículos de motor siendo estos de vapor, constituyéndose numerosas compañías de transporte de viajeros que eran pequeñas empresa unipersonales compuesta por el trabajador que había comprado el vehículo y cubría una ruta.
El 1 de octubre de 1955 se funda Transportes Pesa que surge de la unión de dos pequeños empresarios del transporte y cubren las líneas Bilbao - San Sebastián y la San Sebastián - Bayona (Francia). La empresa centraliza sus instalaciones en el barrio de Ibaeta de San Sebastián.
En los años 1970, la compañía se hace cargo de varias líneas que estaban cubiertas y bajo la concesión de diferentes compañías de ferrocarril. Al cerrar el Tranvía de Bilbao a Durango y Arratia se le concede a PESA la explotación de esa ruta. También pasa a explotar la ruta Bilbao - Lemona - Durango que venía siendo cubierta por la Compañía de los Ferrocarriles Vascongados, S.A.
La década siguiente supondría la incorporación a la compañía de muchas pequeñas empresas de transporte que explotaban diferentes rutas entre las localidades del País Vasco, entre ellas se encuentra la histórica La esperanza y otras como La Vergaresa, S.A., que cubría la ruta Éibar - Vitoria; Autobuses de Arratia, S.A., que cubría la línea Ceánuri - Bilbao; Transconor, S.A que realizaba el trayecto Escoriaza - San Sebastián.
En la última década del siglo XX se renueva el equipo directivo y se emprenden cambios en la gestión de la empresa coincidiendo con la nueva situación que la pertenencia de España en la Unión Europea abría. Se cambiaron los símbolos identificativos, sustituyendo el verde por otro compuesto por más colores, se unificaron los modelos de autobuses que componen la flota dejándolos en dos, los Scania K112 y los Volvo B10M y se integraron y en 1997 las líneas vizcaínas en el servicio de Bizkaibus dependiente del Departamento de Transporte de la Diputación Foral de Vizcaya lo que obligó a la creación de la empresa filial Pesa Bizkaia, S.A..

## Servicios
La compañía de transportes PESA presta fundamentalmente el servicio de transporte de pasajeros, aunque también presta servicios de paquetería dentro de las líneas de autobuses.